# Another Cycle
Another Cycle è un album in studio del cantante reggae giamaicano Jimmy Cliff, pubblicato nel 1971.

## Tracce
1. Take a Look at Yourself
2. Please Tell Me Why
3. The Rap
4. Opportunity Only Knocks Once
5. My Friend's Wife
6. Another Cycle
7. Sitting in Limbo
8. Oh How I Miss You
9. Inside Out, Upside Down
10. Our Thing Is Over